# Károly Fatér
Károly Fatér (9. dubna 1940 Zalagyömörő – 19. září 2020 Budapešť) byl maďarský fotbalový brankář.

## Fotbalová kariéra
S olympijskou reprezentací Maďarska získal zlaté medaile na Letních olympijských hrách 1968 v Mexiku, nastoupil ve všech 6 utkáních. Za reprezentaci Maďarska nastoupil v roce 1968 v utkání se Sovětským svazem. V maďarské lize hrál za Csepel CS. Nastoupil ve 199 ligových utkáních.

## Ligová bilance
| Ročník                   | Zápasy | Góly | Klub      |
| ------------------------ | ------ | ---- | --------- |
| 1. maďarská liga 1963    | 4      | 0    | Csepel SC |
| 1. maďarská liga 1964    | 5      | 0    | Csepel SC |
| 1. maďarská liga 1965    | 3      | 0    | Csepel SC |
| 1. maďarská liga 1966    | 5      | 0    | Csepel SC |
| 1. maďarská liga 1967    | 29     | 0    | Csepel SC |
| 1. maďarská liga 1968    | 28     | 0    | Csepel SC |
| 1. maďarská liga 1969    | 30     | 0    | Csepel SC |
| 1. maďarská liga 1970    | 15     | 0    | Csepel SC |
| 1. maďarská liga 1970/71 | 29     | 0    | Csepel SC |
| 1. maďarská liga 1971/72 | 28     | 0    | Csepel SC |
| 1. maďarská liga 1972/73 | 6      | 0    | Csepel SC |
| 1. maďarská liga 1973/74 | 17     | 0    | Csepel SC |
| CELKEM 1. liga           | 199    | 0    |           |